# Edward G. Seidensticker
Edward G. Seidensticker (n. 11 februarie 1921, Castle Rock⁠(d), Colorado, SUA – d. 26 august 2007, Tokyo⁠(d), Tōkyō, Japonia) a fost un scriitor, profesor universitar și traducător de literatură japoneză în limba engleză.
A tradus opere ale mai multor scriitori celebri japonezi, precum Murasaki Shikibu, Yukio Mishima, Yasushi Inoue, Jun'ichiro Tanizaki, Fumio Niwa și Yasunari Kawabata.
Traducerile sale din Kawabata sunt deseori menționate în legătură cu faptul că scriitorul japonez a primit premiul Nobel pentru literatură în 1968.
Născut în orășelul Castle Rock, Colorado, a participat din 1942 la programul de limbă japoneză al marinei americane de la Boulder, Colorado, unde a fost coleg printre alții cu Donald Keene. După război a studiat literatura japoneză la Universitatea Harvard și mai târziu la Universitatea Tokio. A predat la Universitatea Sophia din Tokio, la Universitatea Stanford (1962-1966), la Universitatea Michigan (1966-1977), și la Universitatea Columbia (1977-1985) până la pensionarea sa în anul 1985.
După pensionare a locuit alternativ la Honolulu, Hawaii și Tokio.

## Premii
- National Book Award, 1971
- Premiul Japan Foundation, 1984 [9]

## Opere alese
Scrieri originale:
- Watakushi no Tokyo (Tokio-ul meu) (1983)
- Genji Days (1977)
- Kafu the Scribbler: The Life and Writings of Nagai Kafu, 1879-1959 (1965)
- Very Few People Come This Way: Lyrical Episodes from the Year of the Rabbit (1994)
- This Country Japan. (1979)
- Gossamer Years: The Diary of a Noblewoman of Heian Japan
- The Izu Dancer & Other Stories
- The Snake That Bowed (2006)
- Japan (1961)
- Low City, High City: Tokyo From Edo to the Earthquake (Knopf, 1983)
- Tokyo Rising: The City Since the Great Earthquake (Knopf, 1990);
- Tokyo Central (volum de memorii), publicat de University of Washington în 2002.
- Tokyo from Edo to Showa 1867-1989: The Emergence of the World's Greatest City, Tuttle Classics, (2010)